# Abraham Löwel
Abraham Löwel, eigentlich Löbel (* 15. Juli 1643 in Oberjugel; † 10. März 1702 in Kleinschmieden) war ein sächsischer Glashütten- und fränkischer Hammerwerksbesitzer, der aus dem sächsischen Erzgebirge stammte und Stammvater der Familie Löwel im Bayreuthischen wurde.

## Leben
Abraham Löwel ist der Sohn von Christoph Löbel, der die Glashütte Oberjugel an der sächsisch-böhmischen Grenze im oberen Erzgebirge besaß. Im Alter von 10 Jahren erlebte er die Vertreibung der Exulanten aus der benachbarten Bergstadt Platten, von denen sich zahlreiche Familien auf der Glashütte seines zu diesem Zeitpunkt bereits verstorbenen Vaters in Oberjugel notdürftig niederließen und 1654 die Exulantenstadt Johanngeorgenstadt gründeten.
Nach dem Tod des Vaters erbte er dessen Weitersglashütte bei Carlsfeld. Deren kurfürstliche Privilegien ließ er 1680 erneuern. Nachdem Löwel mit der Brau- und Bürgerschaft in Schneeberg in Konflikt geraten war, die ihn wegen eines beabsichtigten Brau- und Schenkhausbaus auf der Weiterswiese beim Kurfürsten von Sachsen 1681 anzeigte, verkaufte er am 4. September 1683 die Weiters Glashütte für 3.000 Gulden an Veit Hans Schnorr, der 1678 das benachbarte Hammerwerk Carlsfeld neu gegründet hatte. Dieser ersuchte 1685 den Kurfürsten von Sachsen um offizielle Erweiterung der bestehenden Gerechtigkeiten, die neben dem Betrieb der Glashütte im freien Backen, Schlachten, Brauen und Schenken sowie Nutzung der Weiten Wiese als Acker oder Wiese bestanden. Gegen Erlegung eines höheren Erbzinses wurden ihm daraufhin die Erbgerichte über die Weitersglashütte verliehen und die Errichtung von zwölf weiteren Wohnhäusern und einer Hufschmiede gestattet. Abraham Löwel hingegen verließ verärgert das Erzgebirge, um sich im fränkischen Naila niederzulassen, in dessen Nähe er das Hammerwerk in Kleinschmieden übernahm, das er bis zu seinem Tod 1702 erfolgreich betrieb.
Verheiratet war er seit 1672 mit der aus Böhmen stammenden Anna Magdalena Riedel.
Johann Abraham und Christoph Heinrich Löwel waren seine beiden Söhne.